# European Open 2016
L'European Open 2016 è stato un torneo di tennis giocato sui campi in cemento indoor nella categoria ATP Tour 250 nell'ambito dell'ATP World Tour 2016. È stata la prima edizione del torneo. Gli incontri si sono giocati alla Lotto Arena di Anversa, in Belgio, dal 17 al 23 ottobre 2016.

## Partecipanti

### Teste di serie
| Nazionalità | Giocatore         | Ranking* | Testa di serie |
| ----------- | ----------------- | -------- | -------------- |
| Belgio      | David Goffin      | 12       | 1              |
| Spagna      | David Ferrer      | 15       | 2              |
| Francia     | Richard Gasquet   | 17       | 3              |
| Uruguay     | Pablo Cuevas      | 22       | 4              |
| Francia     | Gilles Simon      | 32       | 5              |
| Portogallo  | João Sousa        | 34       | 6              |
| Francia     | Nicolas Mahut     | 39       | 7              |
| Argentina   | Federico Delbonis | 46       | 8              |

* Ranking al 10 ottobre 2016.

### Altri partecipanti
I seguenti giocatori hanno ricevuto una wild card per il tabellone principale:
- Steve Darcis
- Joris De Loore
- Tommy Robredo

I seguenti giocatori sono entrati nel tabellone principale passando dalle qualificazioni:

- Michael Berrer
- Marius Copil
- Jozef Kovalík
- Yannick Maden

## Campioni

### Singolare
Richard Gasquet ha sconfitto in finale  Diego Schwartzman con il punteggio di 7–6(4), 6-1.
- È il quattordicesimo titolo in carriera per Gasquet, secondo della stagione.

### Doppio
Daniel Nestor /  Édouard Roger-Vasselin hanno sconfitto in finale  Pierre-Hugues Herbert /  Nicolas Mahut con il punteggio di 6-4, 6-4.